# Playa de Represas
La playa de Represas está situada en la localidad española del concejo de Tapia de Casariego.
Forma parte de la Costa Occidental de Asturias y presenta protección medioambiental por estar catalogada como ZEPA y LIC.

## Descripción
Es una playa de trazado rectilíneo con una longitud de unos 300 metros y una anchura media de 30 metros. La ausencia casi total de arena es el motivo principal por el que sea una playa muy poco visitada. Sin embargo esta característica promueve la presencia habitual de pescadores en el pedrero. La existencia de afloramientos rocosos aconseja que los visitantes vayan provistos de calzado adecuado tipo bota o de cualquier otro tipo que tenga suela dura. Tiene servicio de duchas y la actividad que se recomienda como óptima es la de pesca recreativa en el pedrero.
El acceso a esta playa puede hacerse desde las proximidades del puerto de Tapia utilizando un paseo existente a lo largo de la línea de la costa. Otra alternativa es la de acceder con vehículo por la salida costera de Tapia que está más al este.